# Duomo di Dillingen an der Donau
Il duomo di San Pietro (in tedesco: Dom St. Petrus) si trova a Dillingen an der Donau, in Germania, ed è concattedrale cattolica della diocesi di Augusta.

## Storia
Nel 1498 Federico II di Zollern, vescovo di Augusta (1486-1505) fondò una chiesa collegiale sul luogo dell'attuale concattedrale di San Pietro. La chiesa gotica fu quasi completamente demolita nel 1618 per far spazio nello stesso posto ad una nuova chiesa a tre navate. L'architetto di corte del principe vescovo di Augusta, Hans Alberthal da Roveredo venne incaricato della costruzione della nuova chiesa. Poiché il nuovo edificio era sostanzialmente più grande del precedente, si rese necessaria la demolizione di parte delle mura della città. Vennero adottate poche attenzioni alle esigenze statiche e la struttura già nel 1643 presentava gravi carenze. Un accurato restauro si rese necessario.

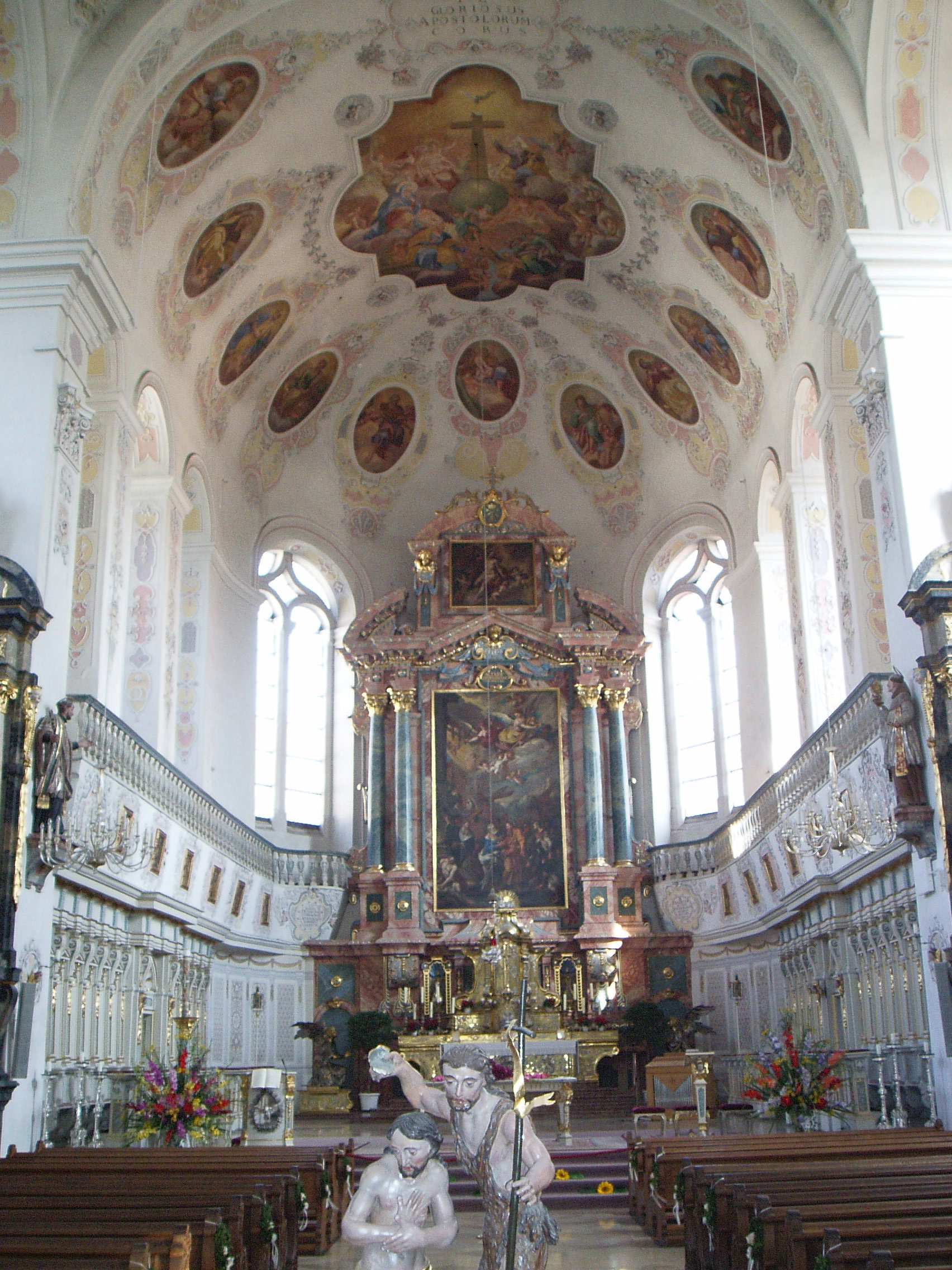
Interno

La torre gotica è stata innalzata nel 1669 da David Motzardt, un lontano antenato del compositore Wolfgang Amadeus Mozart. Nel 1733 è stata aggiunta la cappella Erasmus sul lato nord e tra il 1733 e il 1734 la chiesa è stata abbellita con stucchi e pitture murali, che le hanno conferito il suo aspetto attuale.
Dopo lo scioglimento del monastero nel 1803 la chiesa divenne parrocchiale e nel 1979 la chiesa è stata innalzata alla dignità di basilica minore da papa Giovanni Paolo II.

## Descrizione
La chiesa a tre navate è stata costruita negli anni 1619-1628 dall'architetto di corte Hans Alberthal sulle fondamenta di precedenti chiese risalenti ai secoli XIII e XV. La chiesa è lunga 54,8 metri, alta 22,3 metri e larga 22 metri. A causa dei danni subiti durante la guerra dei trent'anni, nel 1643 la chiesa fu rinnovata. Con l'aggiunta della torre nel 1669 la chiesa ha raggiunto i 49 metri di altezza.

## Organo
L'organo è stato realizzato nel 1978 da Hubert Sandtner di Dillingen. L'organo presenta 47 registri e alcuni registri dell'organo precedente di GF Steinmeyer di Oettingen sono stati riutilizzati. Nel 2006 la disposizione è stata modificata ed estesa a 53 registri.

## Galleria d'immagini

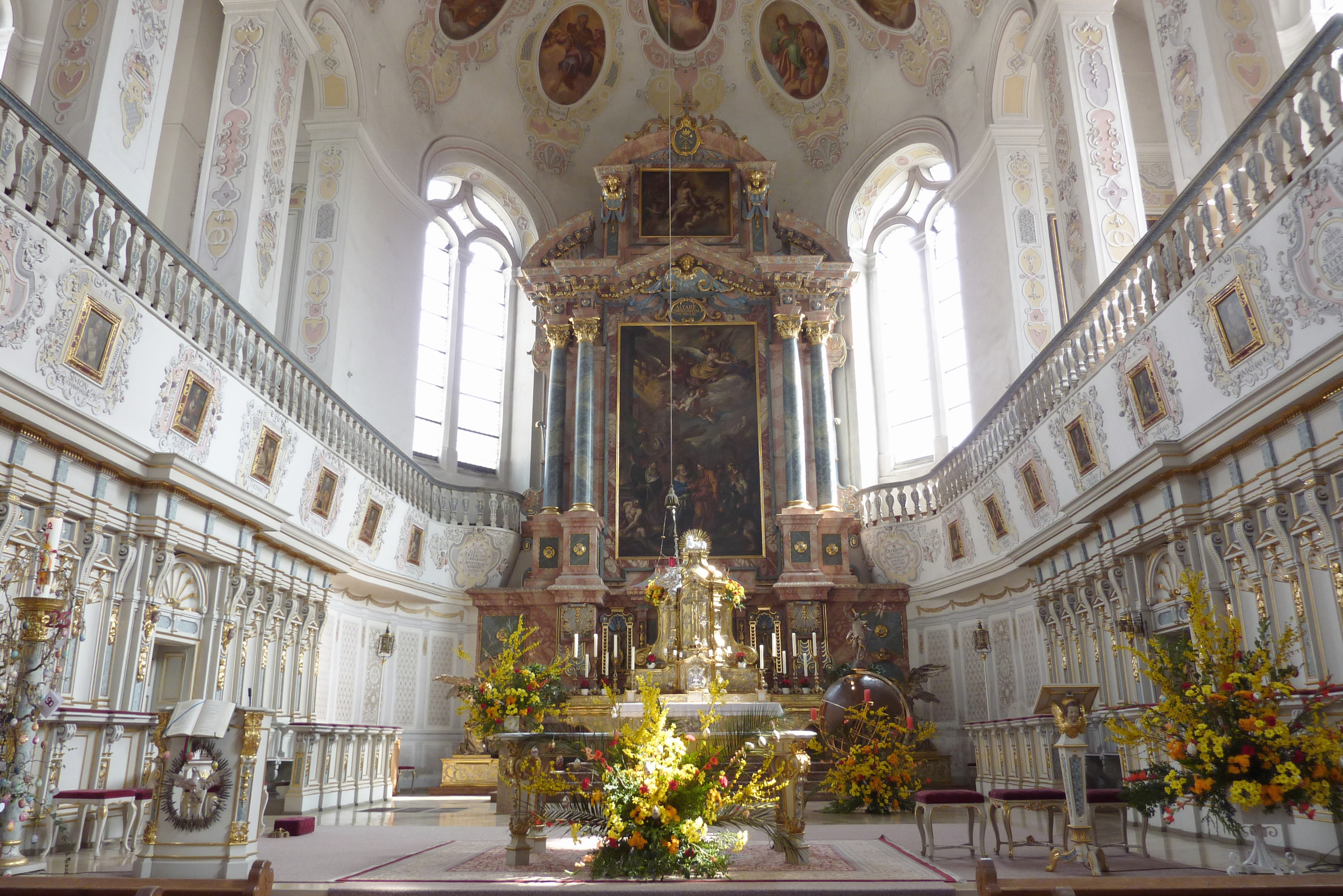
Coro
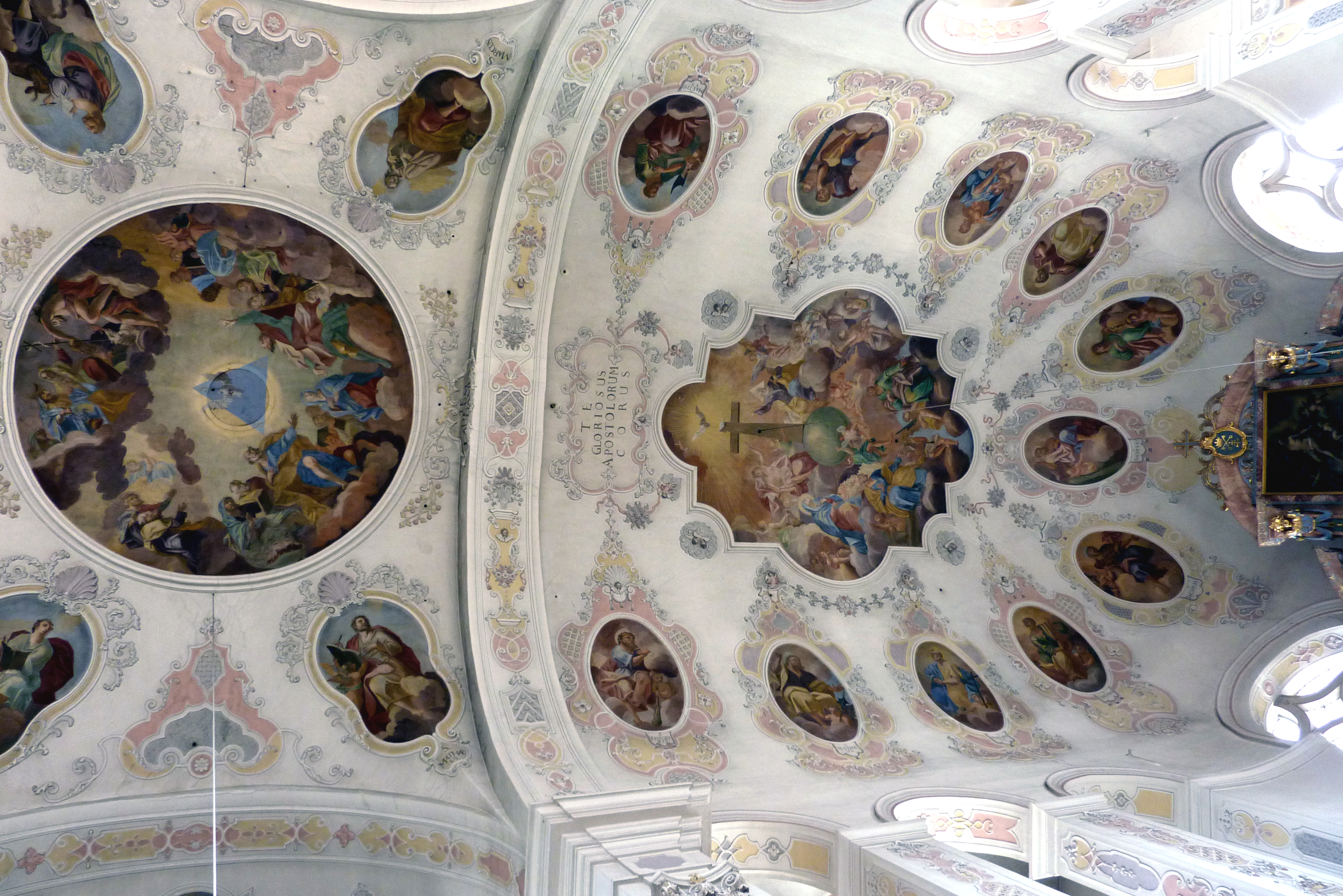
Dipinti
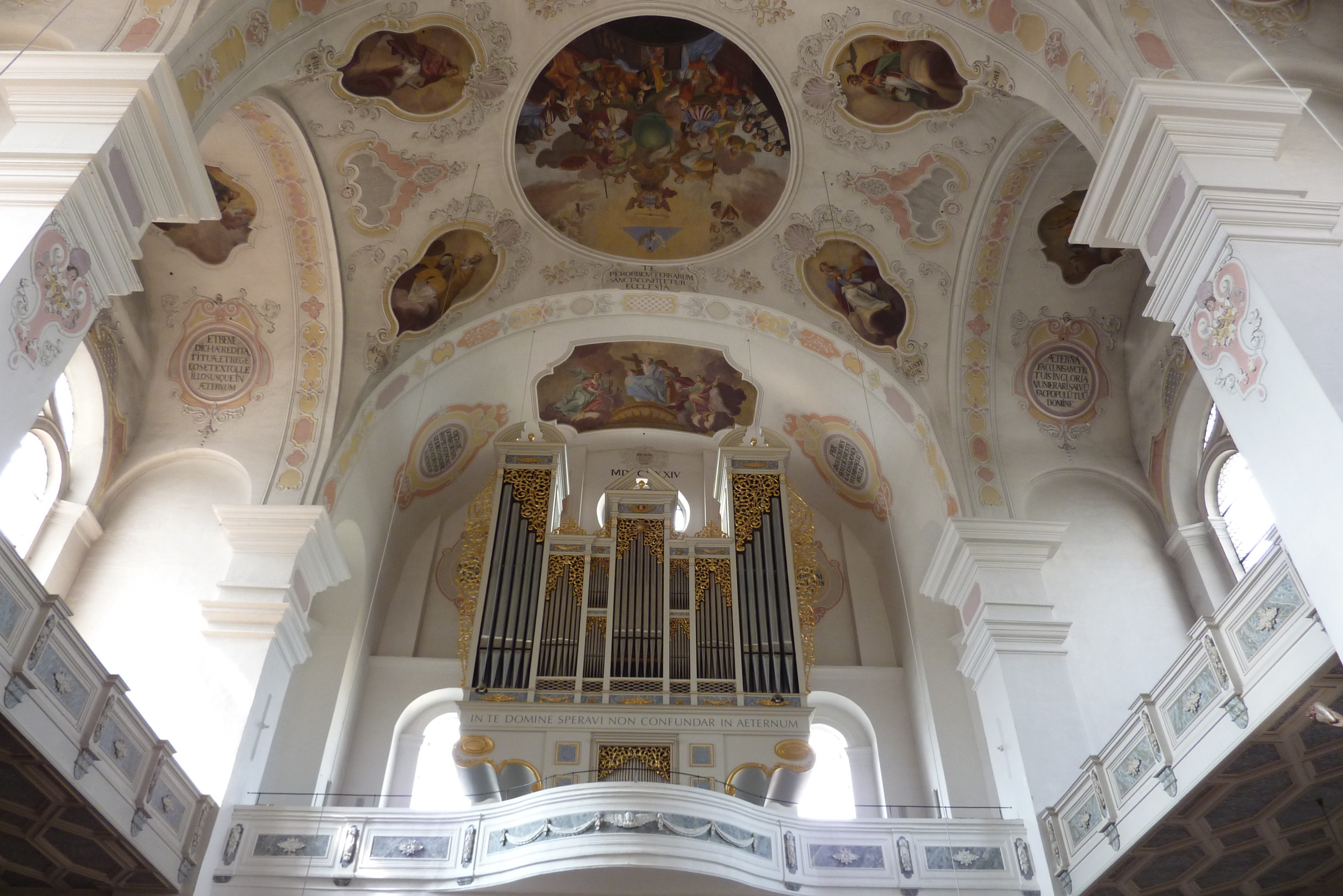
Organo
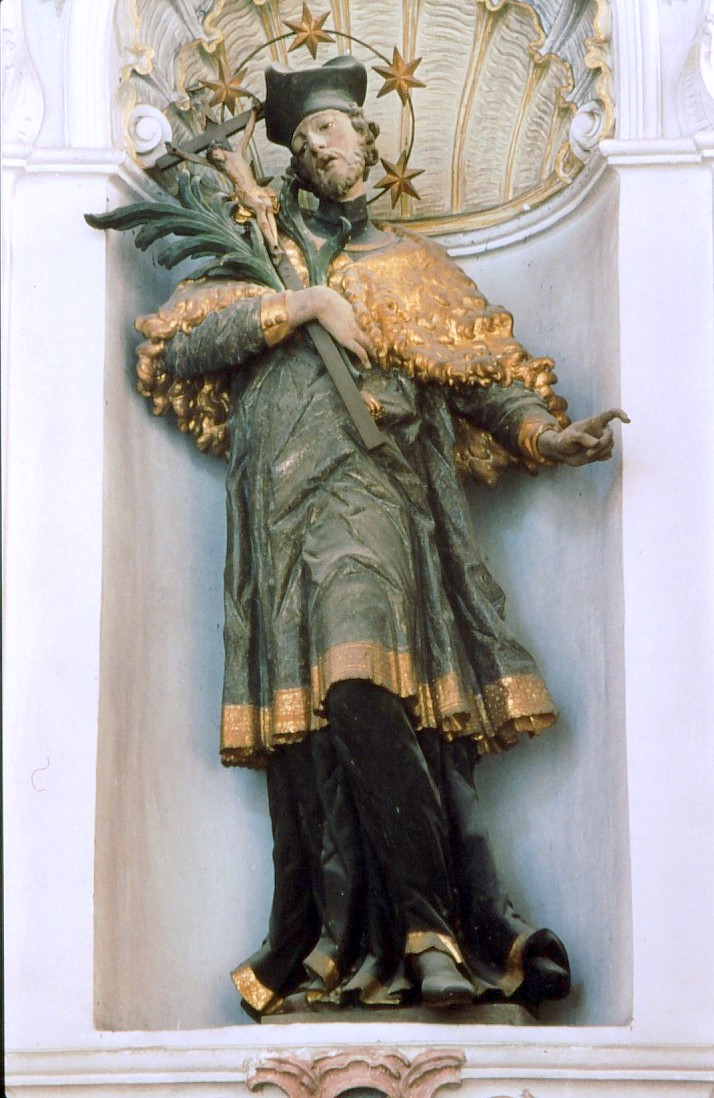
Statua di san Giovanni Nepomuceno